# Harison da Silva Nery
Harison da Silva Nery (nacido el 2 de enero de 1980) es un futbolista brasileño que se desempeña como centrocampista.
Jugó para clubes como el Santa Cruz, Urawa Reds, Vissel Kobe, Gamba Osaka, Guarani, Ponte Preta, Leiria, Goiás, Al-Ahli y Paysandu.

## Trayectoria

### Clubes
| Club              | País           | Año         |
| ----------------- | -------------- | ----------- |
| Santa Cruz        | Brasil         | 2001        |
| Urawa Reds        | Japón          | 2001 - 2002 |
| Vissel Kobe       | Japón          | 2002 - 2003 |
| Gamba Osaka       | Japón          | 2003        |
| Guarani           | Brasil         | 2004        |
| Ponte Preta       | Brasil         | 2005        |
| Leiria            | Portugal       | 2005 - 2007 |
| Goiás             | Brasil         | 2007        |
| Leiria            | Portugal       | 2008        |
| Al-Ahli           | Arabia Saudita | 2008 - 2009 |
| Al-Wehda          | Arabia Saudita | 2009        |
| Guarani           | Brasil         | 2009        |
| Sertãozinho       | Brasil         | 2010        |
| Chengdu Blades FC | China          | 2010        |
| Guangzhou R&F     | China          | 2011        |
| Paysandu          | Brasil         | 2012        |
| Grêmio Barueri    | Brasil         | 2013        |